# 신효섭
신효섭(1982년 7월 30일 ~ )은 대한민국의 요리사이다.

## 경력
- 신군의 쿠킹 클래스 & 동양매직 오븐 클래스 강의
- INS Kitchen 대표이사

## 퍼포먼스
- GS Professional 심사위원
- 중앙일보 셰프배틀 심사위원
- 미국 유제품 수출 협의회 홍보대사
- 미국 육류협회 홍보대사
- 중국 상하이 RC 푸드박람회 한국김치요리 강연

## 방송 출연
- 《찾아라! 맛있는 TV》 (MBC)
- 《초건방》 (SBS E!TV)
- 《독립생활백서》 (올리브 TV)
- 《한식대탐험》 (KBS2)
- 《놀라운 대회 스타킹》 (SBS)
- 《무한걸스》 (MBC Every1)
- 《커플쇼! 결혼해도 될까요?》 (KBS Joy)
- 《공감! 특별한 세상》 (MBC)
- 《양희은의 오색오미》 (MBC)
- 《출발! 모닝와이드》 (SBS)
- 《신군네 반찬가게》 (Story On)
- 《쉘라쉘라 영어로 쿠킹》 (올리브 TV)
- 《1 대 100》 (KBS2)
- 《아침마당》 (KBS)
- 《리빙쇼》 (KBS2)
- 《브런치》 (tvN)
- 《생생 정보통》 (KBS2)
- 《최고의 요리비결》 (EBS)
- 《이승연과 100인의 여자》 (Story On)
- 《퀴즈쇼 사총사》 (KBS2)
- 《배기완 최영아 조형기의 좋은 아침》 (SBS)
- 《놀러와》 (MBC)
- 《여자들의 고민을 풀어주는 식당》 (KBS W)
- 《자연愛죽》 (올리브 TV)
- 《新 대동여지도》 (채널A)
- 《자기야 - 백년손님》 (SBS)
- 《보양밥상》 (쿠키건강TV)
- 《그대가 꽃》 (KBS1)